# Lambohovs församling
Lambohovs församling är en församling i Linköpings stift inom Svenska kyrkan. Församlingen ingår i Slaka-Nykils pastorat och ligger i Linköpings kommun i Östergötlands län.
Församlingskyrka är Lambohovskyrkan.

## Administrativ historik
Församlingen bildades 2020 genom en utbrytning ur Slaka församling, och ingår sedan dess i Slaka-Nykils pastorat. Detta är en av de helt nya församlingar som har bildats efter att distrikt infördes den 1 januari 2016 och därmed har denna församling aldrig varit en befolkningsrapporteringsenhet.